# Emirat de Granada
|  | No s'ha de confondre amb Taifa de Granada, Regne de Granada (Corona de Castella), o Nova Granada. |

L'Emirat, Taifa o Regne de Granada o Gharnata va ser un regne andalusí amb capital a Granada. El seu últim rei va ser Boabdil, que va perdre el tron davant els reis Catòlics el 2 de gener de 1492. Quan els àrabs van arribar a la península, existia ja en aquest lloc un assentament amb dues petites poblacions: Iliberis (Elvira), que avui es coneix com a Albaicín i Alcazaba, i Gharnata al pujol del davant, que era més aviat un barri d'Iliberis. Els àrabs van anomenar aquest lloc Gharnata al-Yahud ('Granada dels Jueus').

## Antecedents
L'any 711, el cabdill amazic Tàriq ibn Ziyad va desembarcar a Gibraltar i poc després va vèncer els visigots en la batalla de Guadalete. Dos anys més tard, Abd-al-Aziz ibn Mussa va dominar definitivament tot el territori després d'una rebel·lió.
A l'època de l'Emirat Independent, el 756, la població àrab es concentra ja assentada en dos nuclis: l'Albaicín i l'Alhambra. Anys després de la mort d'Almansor, el 1010 existeix aquí una ciutat coneguda com a Garnata, que és destruïda en una confrontació civil. Hi ha guerra contínuament per obtenir el tron. Dos anys més tard, el 1013, arriba des del nord d'Àfrica la dinastia zírida, fundada per Zawi ibn Ziri, conquista Garnata i es constitueix en regne independent, que dura fins a la seva extinció, l'any 1090; a partir d'aquest moment dominen els almoràvits i encara que les lluites internes continuen, a la ciutat s'aconsegueix un gran desenvolupament, embelliment i construccions d'utilitat pública. El 1147, Maó fou atacada per la República de Gènova per lluitar contra la pirateria dels musulmans de l'Emirat de Granada assentats a les Balears, aliats de la República de Pisa contra Gènova des de 1137, i al-Mariyya fou atacada pels croats convocats per Eugeni III. Com els conflictes interns i externs continuen sense solucionar-se, els governadors, després de la derrota musulmana en la batalla d'al-Ludjdj demanen ajuda (el 1146) a un nou poble del nord d'Àfrica: els almohades.

## Descomposició de l'estat omeia
A principis del segle xi la situació a l'Àndalus era tremendament convulsa: s'estava lluitant la fitna, una guerra civil, i les províncies van aprofitar la situació per establir la seva independència.

## L'emirat zírida de Granada
Durant la descomposició del Califat de Còrdova, els zírides, dinastia d'origen amaziga, aconsegueixen el poder a Granada, i el conserven fins a l'annexió per part dels almoràvits, el 1090.

## El regne nassarita de Granada
El 1212 es produeix la batalla de Las Navas de Tolosa, amb una derrota decisiva per als almohades, que veuen com els regnes cristians conquereixen molt de territori en els anys següents i que provocarà una gran anarquia en els seus territoris, la qual es farà notar també a Granada.

## Història

Regne de Granada (1590)

Escut d'armes del Regne de Granada després de la conquesta cristiana

El regne nassarita de Granada es consolida el 1232 després de la derrota de Las Navas de Tolosa. L'any 1238 Muhàmmad I al-Ghàlib, anomenat Ibn al-Àhmar (El fill del Vermell), entra a Granada per la porta d'Elvira per ocupar el palau del Gall del Vent (antiga Alhambra). És el fundador de la dinastia nassarita i refundador del Regne de Granada. És l'últim estat islàmic de la península, i es va mantindre fins a la conquesta castellana del 1492. Hi ha poca informació sobre la seva organització estatal i les seves institucions, però eren, bàsicament, les que es van desenvolupar amb el califat de Còrdova: visirs, cadis, agents fiscals, etc., amb el malik com a font de lleis i amb un poder més absolut que el dels reis cristians, ja que no tenien una noblesa que se'ls oposés.
Els castellans van obtenir victòries importants, com la conquesta de Tarifa (1292) i la de Gibraltar (1309), però les incursions granadines, la frustrada croada castellanoaragonesa de 1309 i el desastre de la Vega (1319) van igualar les forces cristianes i musulmanes. La creixent amenaça nassarinobenimerina va rellançar la conquesta feudal entre 1327 i 1344. Cap a 1330 Granada es va decantar per altra aliança amb el soldà benimerí Abu-l-Hàssan Alí (1331-1351), disposat a una guerra oberta contra els cristians. D'aquesta manera, els benimerins van arribar a recuperar els ports de Tarifa, Algesires, Gibraltar (1333) i Rota. Alfons XI de Castella va enfortir Castella durant les treves, i el 1339 va ajuntar les seves tropes amb les de Pere IV d'Aragó i Alfons IV de Portugal. En agost de 1340 un gran exèrcit benimerí va desembarcar a les costes peninsulars i va assetjar Tarifa (ara en poder dels castellans). L'enfrontament definitiu va tenir lloc en la batalla del riu Salat (30 d'octubre de 1340), on les tropes castellanes i els seus aliats derrotaren l'exèrcit nassarinobenimerí d'Abul-Hasan i el nassarí Yusuf I (1333-1354), els quals tenien un exèrcit molt més nombrós, però pitjor armat i d'inferior tàctica. Amb la moral recuperada, Alfons XI va conquerir Alcalá la Real (1341), va derrotar els nassarins en la batalla del riu Palmones (1343) i després de dos anys de setge va prendre Algesires (març de 1344). El 1349 va intentar conquerir Gibraltar, però va morir de pesta durant el setge (març de 1350). Amb les seves victòries, Alfons XI va destruir l'últim suport nord-africà d'al-Àndalus. Des de mitjan segle xiv, Granada va quedar aïllada del Magrib.
Muhàmmad V de Gharnata, abans de ser derrocat va unir-se als castellans contra Pere el Cerimoniós en la Guerra dels dos Peres; participà el 1358 en la presa de Jumella, i el 1359 atacà Oriola amb la flota que va participar en la presa de Guardamar.
Després de la Guerra Civil castellana (1475-1479) es va reprendre la conquesta de l'emirat aprofitant que aquest regne es trobava en crisi dinàstica entre Abu-l-Hàssan Alí ibn Sad, el seu germà Muhàmmad al-Zaghal i el seu fill Boabdil. Es va atacar en tres fases, primer amb la conquesta de la part occidental del regne (1484 a 1487), en la qual Boabdil signa un tractat amb els reis segons el qual lliuraria Granada a canvi que li donessin un senyoriu a la zona oriental del regne; la segona fou el trasllat de la base d'operacions a Múrcia per la conquesta de la part oriental del regne i la rendició d'al-Zaghal (1488 a 1490), i en la fase final s'exigeix a Boabdil el lliurament de Granada. En assabentar-se el poble de Granada dels pactes entre Boabdil i els reis Catòlics, oposà resistència que és resposta pels exèrcits dels reis, i finalment Boabdil lliura Granada el 1492 després d'unes negociacions secretes.